# Györgyi Székely
Györgyi Székely-Marvalics (Nagykanizsa, 1 de diciembre de 1924-Budapest, 18 de julio de 2002) fue una deportista húngara que compitió en esgrima, especialista en la modalidad de florete.
Participó en los Juegos Olímpicos de Roma 1960, obteniendo una medalla de plata en la prueba por equipos. Ganó dos medallas en el Campeonato Mundial de Esgrima, en los años 1956 y 1959.

## Palmarés internacional
| Juegos Olímpicos   | Juegos Olímpicos      | Juegos Olímpicos  | Juegos Olímpicos    |
| Año                | Lugar                 | Medalla           | Prueba              |
| ------------------ | --------------------- | ----------------- | ------------------- |
| 1960               | Roma (Italia)         | Medalla de plata  | Florete por equipos |
| Campeonato Mundial |                       |                   |                     |
| Año                | Lugar                 | Medalla           | Prueba              |
| 1956               | Londres (Reino Unido) | Medalla de bronce | Florete por equipos |
| 1959               | Budapest (Hungría)    | Medalla de oro    | Florete por equipos |